# الملا ياسين
ياسين محمود رشيد، المعروف أيضًا باسم الملا ياسين، هو مستثمر كردي معروف ومتحدث باسم اتحاد المستثمرين الكردستاني.
ولد عام 1975 في مدينة شربازير بمحافظة السليمانية.

## السيرة الذاتية
ولد عام 1975 في شربازير بمحافظة السليمانية. منذ بداية طفولته وشبابه كان شغوفاً بالعمل لتحقيق الأهداف التي كان يحلم بها. بعد محاولات كثيرة التي ادت الى الافلاس، كان الملا ياسين دائمًا واثقًا تمامًا من نفسه ليصبح رجل أعمال، و ان هدفه الرئيسي هو خدمة الفقراء، الاستمرار في هذا المسار دفعه إلى تأسيس شركة باريز التي تمكنت من الحصول على رخصة الاستثمار رقم 1 لبناء 25 ألف وحدة سكنية، وبذلك أنقذت مئات الأسر من الإيجار.
وبالإضافة إلى كونه مستثمراً ورأسمالياً كردياً في كردستان العراق، يعتبر الملا ياسين المستثمر الوحيد الذي شارك في معظم المقابلات الإعلامية في القنوات المحلية والإقليمية والدولية، كما شارك في العديد من اللقاءات والمؤتمرات والمناظرات الاقتصادية في خارج وداخل البلاد.
ملا ياسين لديه كتاب خاص عن قطاع الاستثمار في كردستان بعنوان (الاستثمار السكني بين النقد والواقع) يعكس فيه سنوات خبرته الطويلة في هذا المجال. مما أدى إلى فكرة تأسيس اتحاد المستثمرين الكردستاني وتعتبر من المنظمات النشطة في كردستان التي لعبت دوراً كبيراً في دعم الأنشطة الخاصة والرسمية للحكومة.

## مجموعة شركات باريز
تأسست هذه المجموعة من الشركات في نهاية عام 2001 وفتحت بوابة خيرية إلى السليمانية وكردستان مع مصنع جديد لتصنيع الأبواب والنوافذ البلاستيكية، وهو أمر غير مسبوق في كردستان والعراق آنذاك و كان العاملين مكونون من سبعة اشخاص فقط.
- في عام 2002، قام بجلب أول مصنع لتجميع الMDF إلى كردستان والعراق.
- عضو القائمة المرقمة: في عام 2003، نشأت فكرة إنشاء مجمع رياضي وملعب (ترتان) لأول مرة من قبل مجموعة الشركات، وفي هذا المجال قدم 10 مجمعات رياضية غير مسبوقة لمدينة كركوك.
- في عامي 2004 و2005، غطت مشاريعه مدناً عراقية أخرى إلى جانب إقليم كردستان.وكسائر الأعمال الفريدة وغير المسبوقة، طرحنا فكرة بناء مجتمعات سكنية وبدأنا عشرات المشاريع السكنية في مدن وبلديات كردستان، لتحقيق أحلام وتطلعات المستأجرين والتخلص من مشكلة نقص مناطق السكن.
- في نهاية عام 2006 تمت الموافقة على مشروع أسودا لبناء 25 ألف وحدة سكنية من قبل حكومة إقليم كردستان.

المشروع المربح يتكون من :
- مدينة شارمو في جمجمال.
- مدينة كوران في حلبجة.
- مدينة روج في رانيا.
- مدينة هامون في كويسنجق.
- مدينة مير في دوكان.
- مدينة نوزين في دربندخان.

لقد ساعدت مشاريع جرين سيتي، ومدينة لبنان، ومدينة دييا،و بروا ومدينة باريز، سيتي في السليمانية بشكل كبير على المستأجرين.
وإلى جانب المشروع المربح، حصلت الشركة على ترخيص المشروع المشترك لمدينة دانيا في محافظة السليمانية. كما أنه حاصل على رخصة مشروع مدينة دايك ، وهو مشروع بارز آخر في السليمانية، وهو نموذج جديد للبناء في كردستان. وبالإضافة إلى المشروع السكني فقد حصل على عدة رخص استثمارية أخرى في القطاعات الصناعية والسياحية والتجارية. فالشركة تملك مشروع سياحي في منتجع دوكان. وفي القطاع التجاري سنقدم قريبا العشرات من الماركات العالمية منها: مطعم جاردوني، خدمة المنتجعات، في مشروع بوينت السليمانية. كما أنه وكيل لأشهر العلامات التجارية (إستقبال، بيلونا، موندي) في مجال الأثاث في إقليم كردستان.
وإلى جانب المشاريع الاستراتيجية والخدمية للشركة، لدى الملا ياسين حالياً مشروعين مهمين جداً يخدمان مواطني كوردستان بشكل عام:
- المشروع الإعلامي (شبكة إعلام الشعب)[9]، وهو من المشاريع التي خدمت التجربة الإعلامية الكردية ويتبوأ مكانة رائدة في المواقع العراقية والكردية.
- مشروع المنظمة الخيرية للناس: هذا المشروع مخصص لتقديم المساعدة للفقراء حيث يخصص سنوياً ما يقارب (350 إلى 400) مليون دينار للأعمال الخيرية ورعاية الندوات وحلقات النقاش للقطاع الخاص والقطاع العام والمنظمات غير الحكومية.